# Pasewalk
Pasewalk é uma cidade da Alemanha localizada no distrito de Vorpommern-Greifswald, estado de Mecklemburgo-Pomerânia Ocidental.